# USS Enterprise (NCC-1701-E)
A USS Enterprise NCC-1701-E, vagy Enterprise-E a Star Trek: Kapcsolatfelvétel, a Star Trek: Űrlázadás, és a Star Trek: Nemezis című tudományos-fantasztikus filmek Sovereign osztályú föderációs csillaghajója. Az Enterprise-E a hatodik az Enterprise csillaghajók sorában. 

## Története
Az Enterprise-E- 2371-ben szállt fel először a San Franciscóban lévő csillagflotta dokkból még USS. Honorius néven, majd amikor 2372-ben a Galaxy osztályú 1701 D elpusztult akkor a USS Honorius -t keresztelték át USS Enterprise 1701 E - re Jean-Luc Picard kapitány parancsnoksága alatt. A Star Trek: Kapcsolatfelvétel című filmben részt vesz a 001-es szektornál lezajlott Borg elleni támadásban, majd visszautazik az időben, hogy meggátolja a Borgot abban, hogy az megvalósítsa a tervét: Zefram Cochrane űrrepülésének, és a vulkániakkal való kapcsolatfelvételének semmivé tételét. Az Űrlázadásban a legénység meghiúsítja a Son’a akcióját: a Ba’ku lakosainak erőszakos eltelepítését. A Star Trek: Nemezis című filmben súlyos károkat szenved, amikor megakadályozza, hogy Shinzon fegyverével elpusztítsa a Földet. A film végén az űrhajó visszatér az űrdokkba, javításra.

## Háttérinformáció
Ronald D. Moore a Star Trek: Nemzedékek és a Star Trek: Kapcsolatfelvétel írója azt javasolta, hogy az Enterprise-E megépítése a Star Trek: Az új nemzedék utolsó évadjára essen (2370), és a hajót nevezzék el Enterprise-E-nek, miután az Enterprise-D elpusztult. Még az is felmerült, hogy egy új hajó tervezését megspórolandó a korábbi Galaxy osztályú hajót teszik meg Entreprise-E-nek  is. A Ship of the Line című regény szerint a hajó eredeti neve USS Honorius lett volna, és az építésében részt vett Montgomery Scott is.

## Képességek, kinézet
A tervezői elképzelések szerint az Enterprise-E új torpedóvető állásokat kapott, amiket láthatunk is a Star Trek: Nemezisben. Ebben a korábbi két filmhez képest apróbb változtatásokat is eszközöltek a hajón.
A Star Trek: Ships of Line, Michael Okuda által írt regényben az Enterprise 9,985-ös sebességre is képes. Hivatalosan ezt azonban nem erősítették meg, és a legnagyobb sebesség amivel haladt, az a nyolcas volt, a Star Trek: Nemezisben.
John Eaves designer szerint a jármű (akárcsak elődei) képes leválasztani a hajtóműszekcióról a csészealj szekciót.